# گوتهارد هندریک
گوتهارد هندریک (انگلیسی: Gotthard Handrick؛ ۲۵ اکتبر ۱۹۰۸ – ۳۰ مهٔ ۱۹۷۸) ورزشکار پنج‌گانه مدرن و خلبان جنگنده در جنگ داخلی اسپانیا و جنگ جهانی دوم  اهل آلمان بود.

## مدال ها
صلیب اسپانیایی گرفته شده در جنگ داخلی اسپانیا
صلیب اهنی دو صلیب اهنی درجه اول و دوم